# فرانك بريكوسكي
فرانك بريكوسكي (بالإنجليزية: Frank Brickowski)‏ مواليد 14 أغسطس 1959 في بايفيل، هو لاعب كرة سلة أمريكي سابق. بدأ مسيرته الاحترافية في سنة 1981. تم اختياره من قبل فريق نيويورك نيكس خلال الدرافت. يبلغ طوله 6 قدم 10 بوصة (2.1 م). اعتزل اللعب في 1997. أحرز خلال مسيرته في الإن بي إيه 7302 نقطة بمعدل 10.0 نقاط في المباراة الواحدة.

## المسيرة الاحترافية
لعب مع بالاكانسترو فاريزي في الدوري الإيطالي في موسم 1981–1982، ثم لعب مع ريمس شمبانيا في الدوري الفرنسي في موسم 1982–1983، ثم لعب مع مكابي تل أبيب لكرة السلة في موسم 1983–1984، ثم لعب مع سياتل سوبرسونيكس من سنة 1984 إلى 1986، ثم لعب مع لوس أنجلوس ليكرز في موسم 1986–1987، ثم لعب مع سان أنطونيو سبرز في سنة 1990، ثم لعب مع ميلووكي باكز من سنة 1990 إلى 1994، ثم لعب مع شارلوت هورنتس في سنة 1994، ثم لعب مع سياتل سوبرسونيكس في موسم 1995–1996، ثم لعب مع بوسطن سيلتكس في موسم 1996–1997.

## روابط خارجية
- فرانك بريكوسكي على موقع إن بي أي (الإنجليزية)
- فرانك بريكوسكي على موقع سبورتس رفرنس (الإنجليزية)
- فرانك بريكوسكي على موقع كلية كرة السلة في سبورتس رفرنس.كوم (الإنجليزية)
- فرانك بريكوسكي على موقع ريلجم (الإنجليزية)
- فرانك بريكوسكي على موقع بروبوليرز (الإنجليزية)